# 普杰机场
普杰机场（英語：Bhuj Airport）是位于印度古吉拉特邦喀奇县普杰市的一座国内机场。
普杰机场海拔78米，占地面积3.37平方千米，距离印巴边界48千米。
普杰机场最初由印度空军普杰基地附近两座油库和一条跑道构成，跑道一边是印度人航空公司油库，另一边是捷特航空公司油库。有一台大巴车运送乘客穿过印度空军普杰基地到达机场的航站楼。

## 历史

### 1971年印巴战争
普杰机场前身是一座简易机场，毁于1971年印巴战争，被巴基斯坦空军投掷的凝固汽油弹炸毁。在14天内，该机场被轰炸35次，经受了92枚炸弹和22枚火箭弹。战后，机场重建，重建者为附近300名农村妇女。工程完成后，印度政府给这些村妇颁发了5万印度卢比作为奖励。

### 2001年印度古吉拉特邦大地震
普杰机场被2001年1月26日的印度古吉拉特邦大地震损坏，震后花费4亿印度卢比修复。2003年，印度副总理拉尔・克利须那・阿德瓦尼主持了修复一新的航站楼开幕典礼。
机场管制塔台毁于地震，设一临时终端用于地震救援，由印度空军三名军人手动操作，在4天的时间里，指挥了800余架次的起降。跑道也在地震中受损，但在几个小时内就初步修复，到1月26日下午，飞机即可自行降落。从昌迪加尔市来的救灾设备在这里运入，灾民从这里运出，运往浦那等地方。从1月26日地震发生到2月5日，普杰机场起降飞机944架次，超过孟买机场和德里机场之和。印度空军向普杰和贾姆讷格尔派出直升机撤离灾民和搭建医疗营，货机将来自美国和巴基斯坦的救灾物资运到此机场。
国际红十字会的报告却与以上情况截然不同，报告称，机场停电并且没有无线电通讯，处于关闭状态。

## 基础设施
普杰机场只有一座航站楼，处理所有离到港航班，可同时接纳350人的客流量航站楼1楼面积6682平方米，2楼1382平方米。机场有2个登机口，吞吐量为200人到港和200人离港。机场有4个乘机登记处，1个安检柜台，1个入口，1套X射线行李扫描器。
普杰机场可起降的最大飞机为空中客车A320，停机坪可同时停放2架波音737-800。机场还有一个固定的直升机停机坪。
机场平均每月到港旅客4039人，离港旅客3636人。
2013年，印度民用航空安全局发布的一份报告称，普杰机场缺少手握金属探测器和痕量爆炸物探测器，因而面临安全威胁。该报告还称，机场闭路电视图像储存周期太短。
普杰机场的空中交通管制机构还控制和指挥蒙德拉机场的空中交通，蒙德拉机场是一私人机场，为阿達尼集團所有，距离普杰机场70公里。
2004年，为促进旅游业，政府在普杰市与普杰机场之间建设了一座“丘园”。丘园项目繁多，有骑马、游戏、划船等，有两个小湖和一架亚洲最大的蓝鲸骨骼，平均每个节假日吸引800到1000名游客。

## 航空公司与航线

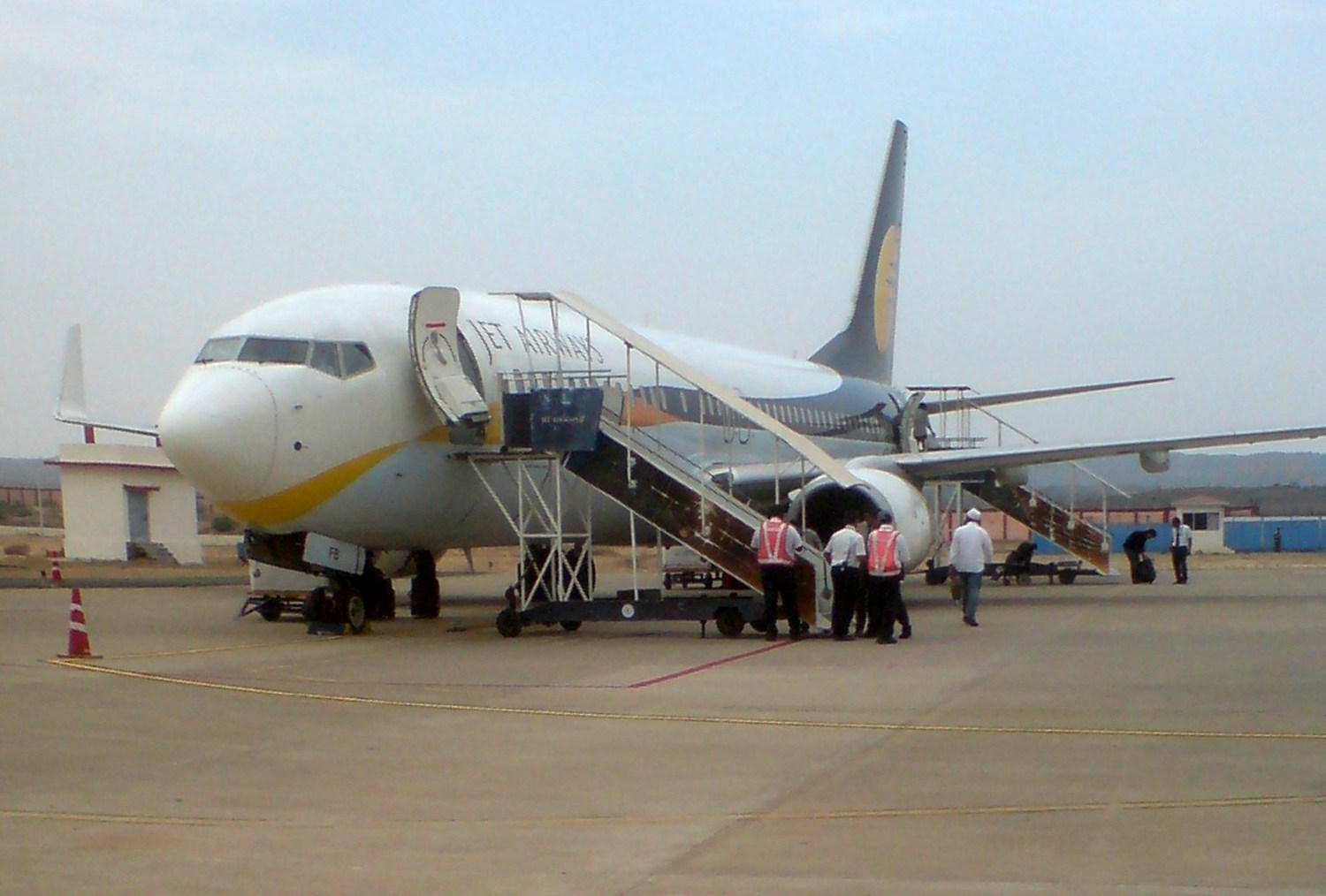
捷特航空公司停在普杰机场的波音737飞机

1984年，捷特航空公司开始运营孟买至普杰的航线，目前每天有两个航班。
1930年代，塔塔航空公司赢得政府合同，开始运营从巴基斯坦最大城市卡拉奇经停普杰、艾哈迈达巴德、孟买、海得拉巴、金奈和蒂鲁吉拉帕利到斯里兰卡首都科伦坡的航线，两周一次航班。普杰机场早期就有航班经停艾哈迈达巴德到孟买的航班，不久，印度人航空公司取消了在艾哈迈达巴德的中转，理由是客流太少。印度人航空公司以前还曾运营过孟买经停贾姆讷格尔到普杰的航线。已結業的翠鸟航空公司曾运营孟买到普杰的直航航线。
| 航空公司 | 目的地 |
| -------- | ------ |
| 捷特航空 | 孟买   |